# Autotrasportatore
Un autotrasportatore (comunemente noto come camionista) è un lavoratore che svolge il compito del trasporto merci o persone per conto di terzi, cioè lo spostamento di cose o persone non sue; si differenzia dal trasporto conto proprio in cui invece si trasportano cose/persone di proprietà o inerenti all'azienda. I mezzi di trasporto prevalentemente utilizzati sono gli autocarri, gli autotreni e gli autoarticolati e nel trasporto persone i minibus o autobus.
Il compito di promuovere e salvaguardare i diritti del mondo dell'autotrasporto è svolto dall'albo degli autotrasportatori, istituito con la legge 6 giugno 1974, n. 298, a cui l'autotrasportatore deve essere iscritto per poter effettuare la sua attività con mezzi di trasporto con massa a pieno carico superiore a 3,5 tonnellate. Fino al 2016 l'albo era gestito dalle province, dal 2017 la competenza della gestione delle aziende iscritte è passata alla Motorizzazione civile.

## Storia

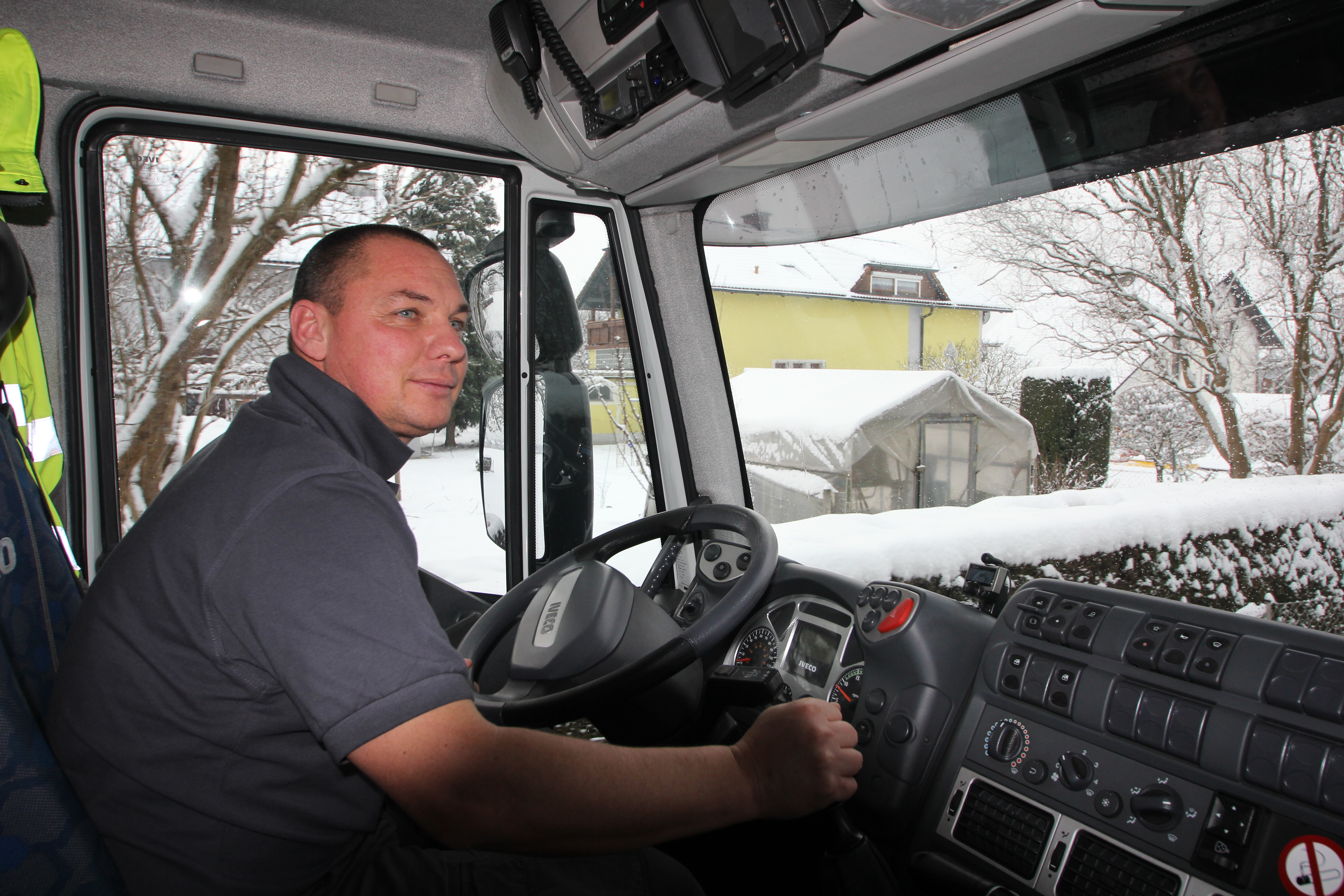
Esempio di autotrasportatore

La prima norma che attesta l'esistenza della professione di autotrasportatore è la legge 20 giugno 1935, n. 1349, ("Disciplinamento dei servizi di trasporto merci mediante autoveicoli") che definisce l'autotrasporto "attività imprenditoriale per la prestazione di servizi di trasporto verso un determinato corrispettivo".
Le autorizzazioni erano subito, e lo sarebbero state per molti decenni, direttamente collegate all'automezzo posseduto. Infatti, i primi regolamenti attuativi della norma (emanati solo nel 1949), indicavano che l'autorizzazione per il trasporto di merci per conto terzi potesse essere assegnata d'ufficio solo alle imprese che esercitavano già questa attività, mentre nuove realtà avrebbero potuto acquisire il titolo solo a seguito di rinuncia di altre imprese.
Dal dopoguerra il responsabile del rilascio delle autorizzazione è la Motorizzazione Civile (all'epoca "Ministero dei Trasporti e della Navigazione - Direzione Generale della Motorizzazione Civile"), attraverso le sue sedi provinciali.
L'autorizzazione è rimasta l'unico documento necessario fino all'emanazione della legge 298/1974 che istituì l'albo professionale degli autotrasportatori.
La stessa legge 298 fu quella che istituì anche le cosiddette tariffe obbligatorie a forcella cioè un sistema di controllo del prezzo e delle tariffe relative all'autotrasporto. Tale pratica non era comunque un caso isolato italiano ma leggi simili erano già in vigore anche in altre nazioni; il regolamento rimase in vigore fino al 2005.
Tutto ciò era riferito a quelle imprese che effettuavano il trasporto con "mezzi pesanti" poiché il Decreto del Ministero delle Infrastrutture e dei Trasporti 16 maggio 1991 n. 198, attuativo della Direttiva CEE n. 438/89, prevedeva che le imprese che esercitavano l'attività usufruendo di veicoli con portata utile non superiore a 3,5 tonnellate o peso totale a terra a pieno carico non superiore a 6 t, avevano solo l'obbligo di dimostrare il requisito dell'onorabilità. Di conseguenza vi furono momenti di incertezza sul mercato e venne presa anche la decisione di depennare d'ufficio dall'Albo le imprese di questo tipo; tutto ciò fino alla legge 23 dicembre 1997, n. 454 che ripristinava di fatto l'obbligatorietà alla registrazione di qualsiasi impresa esercente l'autotrasporto all'albo.
Passi successivi furono i Decreti legislativi 84 e 85 dell'anno 1988, nati in attuazione delle direttive del Consiglio dell'Unione europea, in merito alla liberalizzazione del mercato e all'armonizzazione del settore.
Solo recentemente, con le nuove liberalizzazioni, è stata invece configurata l'autorizzazione globale all'impresa, attraverso la quale l'impresa può convertire in un'autorizzazione unica i vari titoli autorizzativi posseduti. Tra i passi legislativi più recenti, parte importante ha il Decreto legislativo n.286 del 21 novembre 2005 che regolamenta i rapporti tra autotrasportatore e committente, sia nel campo delle tariffe che di quello delle responsabilità tra le varie parti in causa.

## Requisiti
Requisiti obbligatori per esercitare l'attività di autotrasportatore sono stati fissati dalla legge 298/1974.
Essi sono:
1. l'avere la cittadinanza italiana per i titolari di imprese individuali
2. l'avere la disponibilità di mezzi tecnici ed economici adeguati
3. l'essere iscritto alla Camera di Commercio per l'attività di autotrasporto di cose per conto di terzi
4. l'avere stipulato contratto di assicurazione per la responsabilità civile dipendente dall'uso degli autoveicoli e per i danni alle cose da trasportare
5. il non aver riportato condanne a pene che comportino l'interdizione da una professione o da un'arte
6. il non avere in corso procedura di fallimento, né essere stato soggetto a procedura fallimentare

Veniva anche autorizzato l'accesso alla professione delle persone fisiche e giuridiche di uno stato estero membro della Comunità Economica Europea purché avessero in Italia una sede amministrativa o di fatto (succursale, filiale o simili) e purché vi fosse anche un trattamento di reciprocità nello stato di appartenenza.